# Isse
Ne doit pas être confondu avec Issé.
Isse est une commune française, située dans le département de la Marne en région Grand Est.

## Géographie
| Ambonnay        |      | Vaudemange |
|                 | Isse |            |
| Condé-sur-Marne |      | Aigny      |

Située sur le côté sud de la Montagne de Reims, Isse est traversé par le canal de l'Aisne à la Marne.

### Hydrographie
La commune est dans la région hydrographique « la Seine de sa source au confluent de l'Oise (exclu) » au sein du bassin Seine-Normandie. Elle est drainée par le canal de la Marne à l'Aisne, le ruisseau de Trepail, le ruisseau d'Isse et divers autres petits cours d'eau,.
Depuis 1866, le canal de l'Aisne à la Marne reliant Berry-au-Bac à Condé-sur-Marne permet à Reims d'avoir un accès à la Marne à partir des canaux de l'Aisne. Construit à partir du 9 mars 1842, ce canal à bief de partage possède une longueur de 58 km et a permis, lorsque cette voie maritime a été reliée en 1861 par le canal de la Marne au Rhin, de former une grande ligne de navigation qui permit de relier Strasbourg à Lille en passant par le Rhin. Il est mis au gabarit Freycinet entre 1878 et 1883,. 

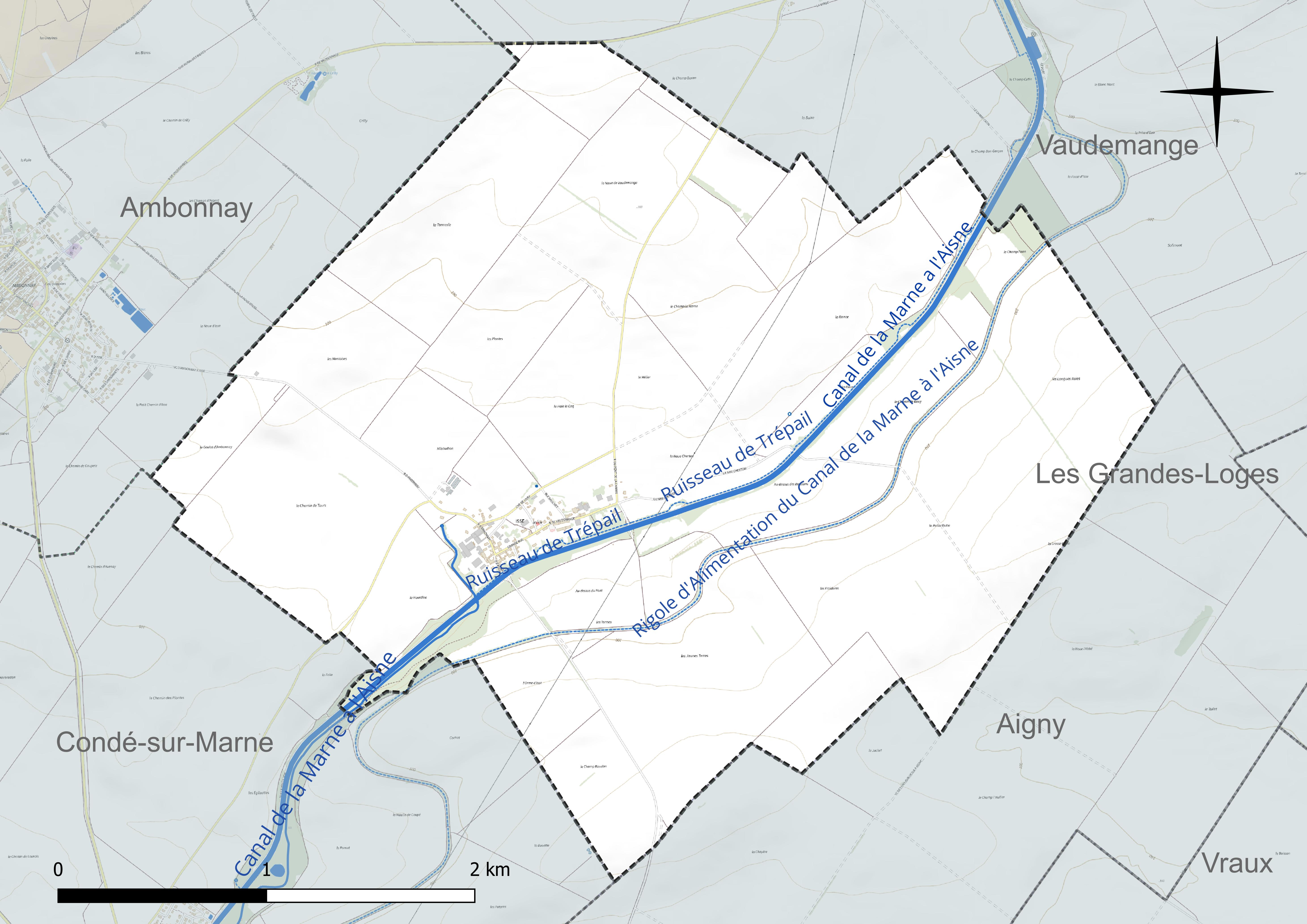
Réseau hydrographique d'Isse.

### Climat
Pour des articles plus généraux, voir Climat du Grand Est et Climat de la Marne.
En 2010, le climat de la commune est de type climat océanique dégradé des plaines du Centre et du Nord, selon une étude du Centre national de la recherche scientifique s'appuyant sur une série de données couvrant la période 1971-2000. En 2020, Météo-France publie une typologie des climats de la France métropolitaine dans laquelle la commune est exposée à un climat océanique altéré et est dans la région climatique  Nord-est du bassin Parisien, caractérisée par un ensoleillement médiocre, une pluviométrie moyenne régulièrement répartie au cours de l’année et un hiver froid (3 °C). 
Pour la période 1971-2000, la température annuelle moyenne est de 10,5 °C, avec une amplitude thermique annuelle de 16,2 °C. Le cumul annuel moyen de précipitations est de 694 mm, avec 11 jours de précipitations en janvier et 7,8 jours en juillet. Pour la période 1991-2020, la température moyenne annuelle observée sur la station météorologique de Météo-France la plus proche, « Bouzy-Civc », sur la commune de Bouzy à 4 km à vol d'oiseau, est de 11,5 °C et le cumul annuel moyen de précipitations est de 687,5 mm. 
La température maximale relevée sur cette station est de 41,2 °C, atteinte le 25 juillet 2019 ; la température minimale est de −20,5 °C, atteinte le 16 janvier 1985,,. 
Les paramètres climatiques de la commune ont été estimés pour le milieu du siècle (2041-2070) selon différents scénarios d'émission de gaz à effet de serre à partir des nouvelles projections climatiques de référence DRIAS-2020. Ils sont consultables sur un site dédié publié par Météo-France en novembre 2022.

## Urbanisme

### Typologie
Au 1er janvier 2024, Isse est catégorisée commune rurale à habitat dispersé, selon la nouvelle grille communale de densité à sept niveaux définie par l'Insee en 2022.
Elle est située hors unité urbaine. Par ailleurs la commune fait partie de l'aire d'attraction de Châlons-en-Champagne, dont elle est une commune de la couronne,. Cette aire, qui regroupe 97 communes, est catégorisée dans les aires de 50 000 à moins de 200 000 habitants,.

### Occupation des sols
L'occupation des sols de la commune, telle qu'elle ressort de la base de données européenne d’occupation biophysique des sols Corine Land Cover (CLC), est marquée par l'importance des territoires agricoles (96,4 % en 2018), une proportion identique à celle de 1990 (96,4 %). La répartition détaillée en 2018 est la suivante : 
terres arables (96,4 %), zones urbanisées (2,3 %), forêts (1,3 %). L'évolution de l’occupation des sols de la commune et de ses infrastructures peut être observée sur les différentes représentations cartographiques du territoire : la carte de Cassini (XVIIIe siècle), la carte d'état-major (1820-1866) et les cartes ou photos aériennes de l'IGN pour la période actuelle (1950 à aujourd'hui).

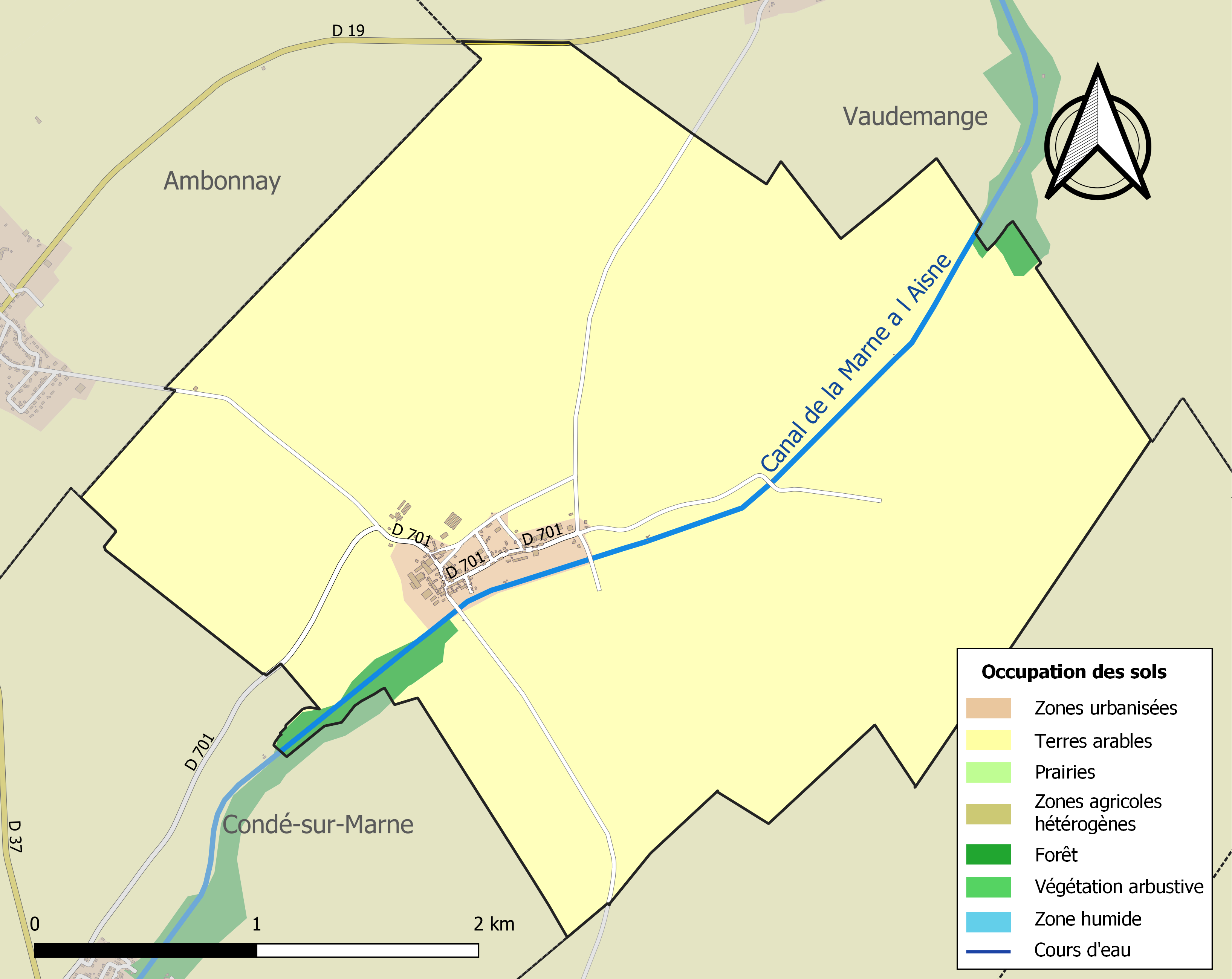
Carte des infrastructures et de l'occupation des sols de la commune en 2018 (CLC).

## Toponymie
Le nom de la localité est attesté sous les formes Escia (vers 850) ; Eysce (1090) ; Villa que dicitur Exsia (1106) ; Exsia (1114) ; Essia (1123) ; Hissa (1129) ; Hissia (1149) ; Issia (1155) ; Yssia, Hisse (XIIe siècle) ; Eysse (1215) ; Yssa (vers 1222) ; Eyse (1249) ; Ysia (1266) ; Ysse (vers 1274) ; Isse (1303) ; Issæ (1303-1312) ; Isse super Maternam (1316) ; Issy (1656).

Isse, Escia, du nom de la rivière l'Isse, aujourd'hui absorbée par le canal de l'Aisne à la Marne qui traverse la commune. 
L'Isse est un ruisseau canalisé, affluent de la rivière La Marne, attesté sous les formes Fluviolus Escia (vers 850) ; « Rivulus qui, veniens ab Hissa justa Condatum, influit in Materne fluvium » (1252) ; Rivulus de Issia (1224) ; « Le ruissel qui vient d'Isse et chiet en ladite rivière de Marne » (1493).

Isse du latin Isiacum qui donne aussi Issy, ou « issu », participe passé du verbe issir « sortir (d'un lieu) », qui n’est plus en usage.

## Politique et administration

### Intercommunalité
Conformément au schéma départemental de coopération intercommunale de la Marne du 15 décembre 2011, la commune antérieurement membre de la communauté de communes de la Région de Condé-sur-Marne, est désormais membre de la nouvelle communauté d'agglomération Cités-en-Champagne.
Celle-ci résulte en effet de la fusion, au 1er janvier 2014, de l'ancienne communauté d'agglomération de Châlons-en-Champagne, de la communauté de communes de l'Europort, de la Communauté de communes de Jâlons (sauf la commune de Pocancy qui a rejoint la communauté de communes de la Région de Vertus) et de la communauté de communes de la Région de Condé-sur-Marne,.

## Démographie
L'évolution du nombre d'habitants est connue à travers les recensements de la population effectués dans la commune depuis 1793. Pour les communes de moins de 10 000 habitants, une enquête de recensement portant sur toute la population est réalisée tous les cinq ans, les populations de référence des années intermédiaires étant quant à elles estimées par interpolation ou extrapolation. Pour la commune, le premier recensement exhaustif entrant dans le cadre du nouveau dispositif a été réalisé en 2008.

En 2022, la commune comptait 109 habitants, en évolution de −7,63 % par rapport à 2016 (Marne : −1,19 %, France hors Mayotte : +2,11 %).
| 1793 | 1800 | 1806 | 1821 | 1831 | 1836 | 1841 | 1846 | 1851 |
| ---- | ---- | ---- | ---- | ---- | ---- | ---- | ---- | ---- |
| 107  | 99   | 111  | 118  | 138  | 127  | 141  | 193  | 124  |

| 1856 | 1861 | 1866 | 1872 | 1876 | 1881 | 1886 | 1891 | 1896 |
| ---- | ---- | ---- | ---- | ---- | ---- | ---- | ---- | ---- |
| 128  | 136  | 145  | 127  | 129  | 124  | 122  | 128  | 116  |

| 1901 | 1906 | 1911 | 1921 | 1926 | 1931 | 1936 | 1946 | 1954 |
| ---- | ---- | ---- | ---- | ---- | ---- | ---- | ---- | ---- |
| 115  | 128  | 112  | 109  | 113  | 121  | 116  | 124  | 156  |

| 1962 | 1968 | 1975 | 1982 | 1990 | 1999 | 2006 | 2008 | 2013 |
| ---- | ---- | ---- | ---- | ---- | ---- | ---- | ---- | ---- |
| 127  | 113  | 92   | 84   | 78   | 88   | 115  | 123  | 122  |

| 2018 | 2022 | - | - | - | - | - | - | - |
| ---- | ---- | - | - | - | - | - | - | - |
| 112  | 109  | - | - | - | - | - | - | - |

## Culture locale et patrimoine

### Lieux et monuments
Une église dédiée à Martin de Tours datant du XIIe siècle a subi de nombreux remaniements au XVIIIe siècle. Elle a un chevet plat, des autels peints. Des pierres de l'église portent des inscriptions, pierre de réemploi ?

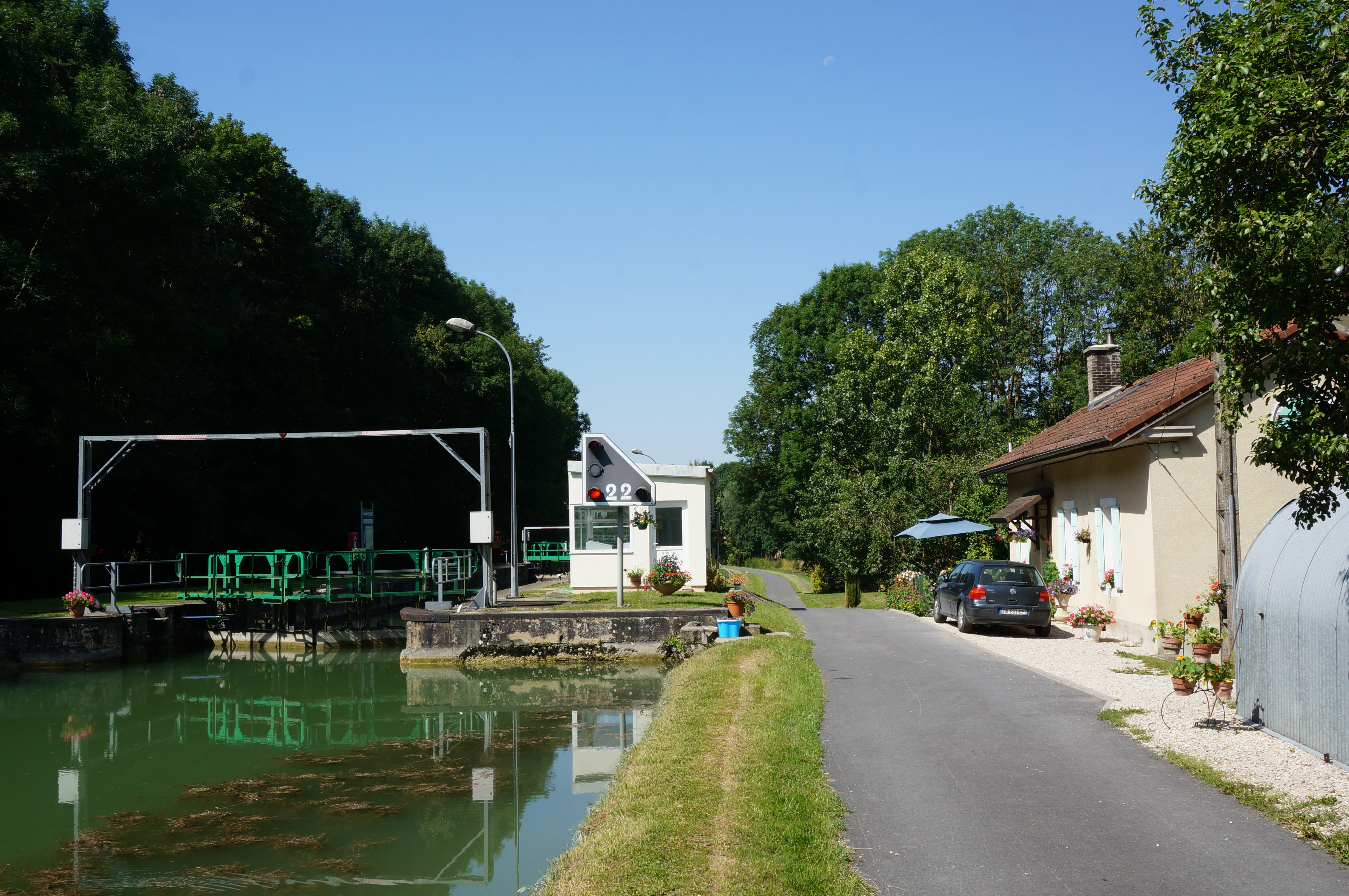
Une écluse sur le canal.
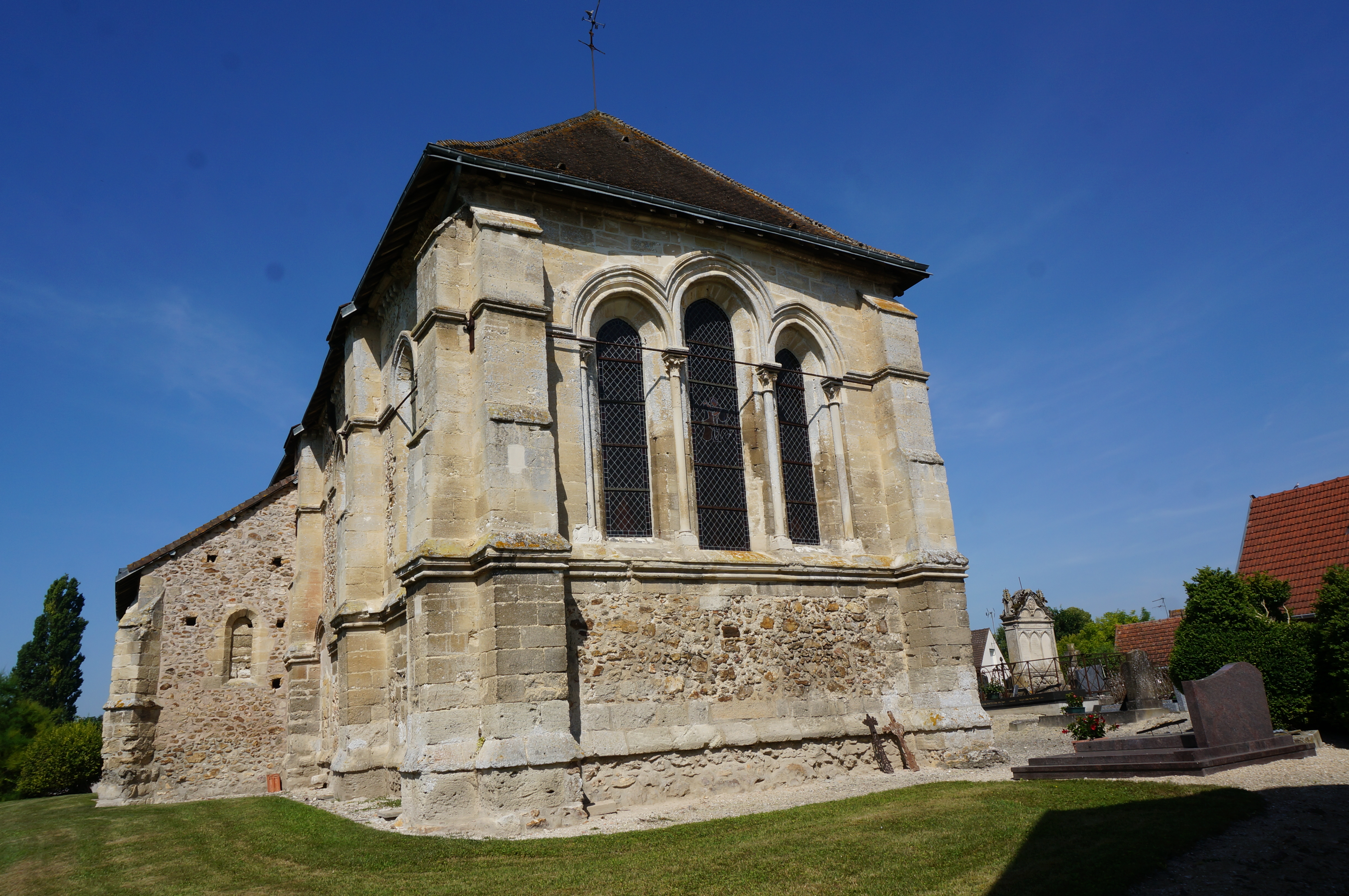
Chevet de l'église.
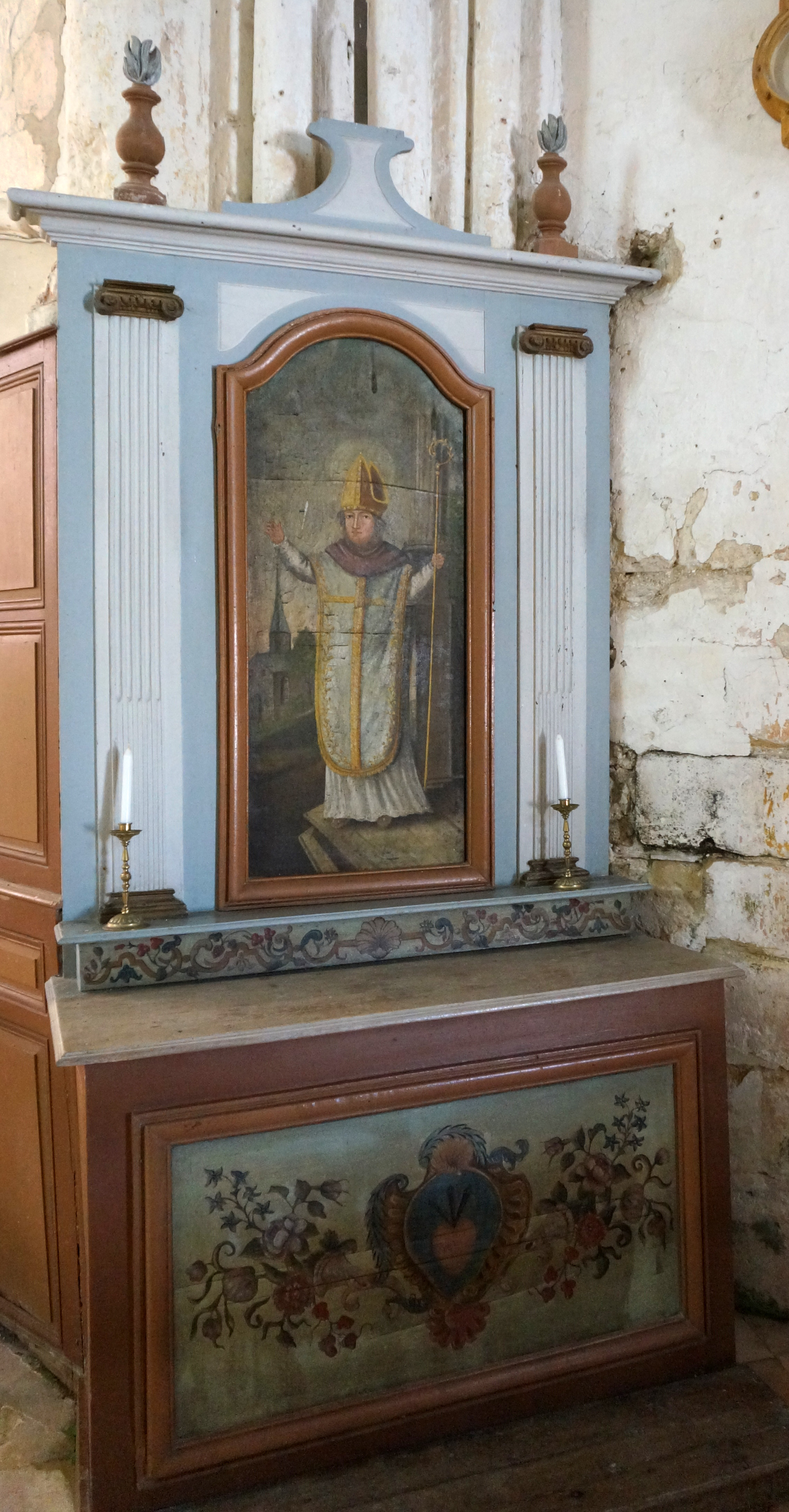
Autel de saint Martin.
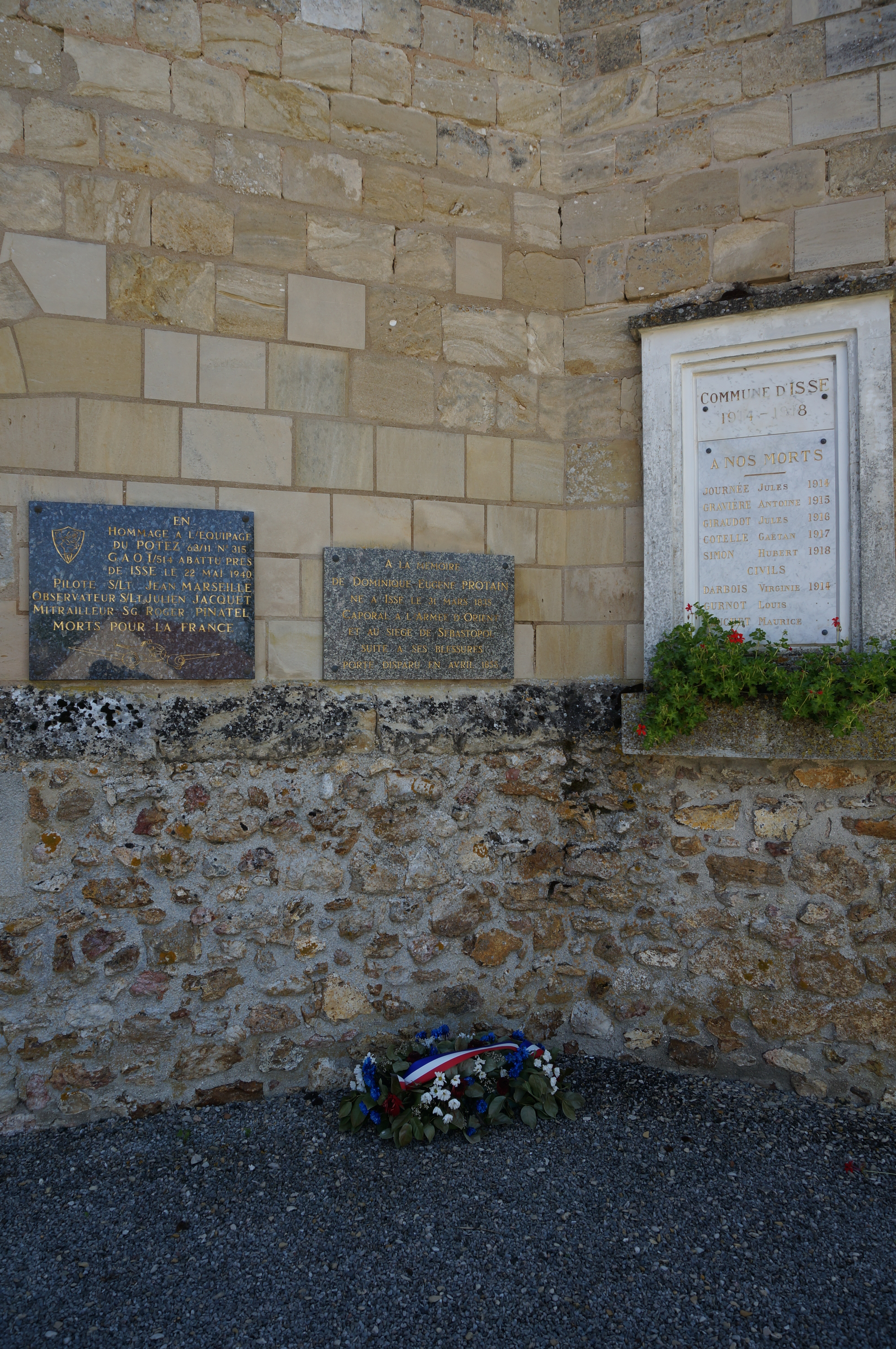
Monument aux morts de la guerre de Crimée, de la Grande Guerre et de la Seconde Guerre mondiale.

## Sources